# James Cromwell
James Oliver Cromwell (n. 27 ianuarie 1940, Los Angeles, California, SUA) este un actor american, care a jucat în filme precum Babe (1995), Star Trek: First Contact (1996), L.A. Confidential (1997), The Green Mile (1999), Space Cowboys (2000), The Sum of All Fears (2002), I, Robot (2004) și Artistul (2011), dar și în serialele de televiziune Sub Pământ SRL (2003–2005),  24 (2007), American Horror Story: Asylum (2012) și Halt and Catch Fire (2015).

## Distincții
Cromwell a fost nominalizat la patru Premii Emmy și patru SAG-uri, fiind nominalizat și la Premiul Oscar pentru cel mai bun actor în rol secundar pentru rolul său din filmul Babe. În 2013 a câștigat Premiul Canadian Screen pentru cel mai bun actor pentru rolul din Still Mine și Premiul Primetime Emmy pentru cel mai bun actor într-un rol secundar într-o miniserie sau film TV pentru American Horror Story: Asylum.

## Filmografie
- Detectivul ieftin (1978)

## Legături externe
Materiale media legate de James Cromwell la Wikimedia Commons
- en James Cromwell la Internet Broadway Database
- James Cromwell la Internet Movie Database
- James Cromwell la TCM Movie Database
- James Cromwell la Allmovie